# Ceratosolen blommersi
Ceratosolen blommersi är en stekelart som beskrevs av Wiebes 1989. Ceratosolen blommersi ingår i släktet Ceratosolen och familjen fikonsteklar. Inga underarter finns listade i Catalogue of Life.